# 布罗尔
布罗尔是德国莱茵兰-普法尔茨州的一个市镇。总面积5.88平方公里，总人口362人，其中男性179人，女性183人（2011年12月31日），人口密度62人/平方公里。